# Rich Communication Services
Rich Communication Services (RCS, dříve Rich Communication Suite) je nástupce SMS a MMS zpráv používaných ve 2G sítích. RCS využívá datové přenosy a je určeno pro posílání zpráv mezi účastníky telekomunikačních služeb po ukončení podpory 2G sítí (v roce 2024 už v některých zemích 2G sítě vůbec nefungují). Pro využívání RCS jsou nutné řídící servery, které však nemusí být provozovány mobilními operátory (provozuje je například firma Google). V Česku podporují RCS všichni mobilní operátoři od roku 2022.

## Charakteristika
RCS poskytuje účastníkům telekomunikačních služeb instant messaging nebo chat, živé sdílení videa a přenos souborů mezi libovolnými zařízeními, v jakékoli síti, s jakýmkoli jiným účastníkem. Služba byla spuštěna zdarma, ale uvažovalo se i o jejím zpoplatnění. Služba funguje pomocí datových přenosů (přes Wi-Fi nebo mobilní síť), avšak účastníci jsou navzájem rozlišeni telefonními čísly. RCS proto vyžaduje pro identifikaci uživatele SIM, eSIM nebo Google Voice number (ten není závislý na telefonních operátorech, avšak pro jeho získání je nutné telefonní číslo ze SIM/eSIM).
Mobilní operátoři začali nasazovat RCS v roce 2012. Firma Google přidala podporu pro RCS do své aplikace Messages (Zprávy) v roce 2018. V prosinci 2019 firma Google zahájila provoz globálních RCS serverů pro podporu RCS i pro uživatele telekomunikačních služeb, jejichž mobilní operátor RCS ještě nepodporoval. Uživatelé si mohli podporu RCS sami zapnout. V roce 2021 firma Samsung začala v některých regionech upřednostňovat aplikaci Zprávy od firmy Google před vlastní aplikací Zprávy pro posílání SMS/RCS. V srpnu 2023 Google ve své aplikaci zapnul implicitní podporu RCS (s možností, aby ji uživatel vypnul). V prosinci 2023 přejmenoval Google aplikaci Messages (Zprávy) na Google Messages (Zprávy Google). V červenci 2024 Samsung oznámil, že telefony Galaxy Z Fold 6 and Flip budou upřednostňovat Google Messages. V lednu 2025 firma Samsung uvedla telefony Samsung Galaxy S25, které už neobsahují její vlastní aplikaci Zprávy a byla odebrána z Obchodu Google.
Firma Apple oznámila v červnu 2024, že podporu RCS zavede do své aplikace Messages (Zprávy) v iOS 18, který byl uveden v září 2024. Implementace firmy Apple vyžaduje, aby RCS podporoval příslušný mobilní operátor (firma Apple neprovozuje globální RCS servery jako firma Google). Systémy HarmonyOS od Huawei a HyperOS od Xiaomi (Čína) také vyžadují podporu RCS od mobilního operátora. V roce 2025 zavádí v ČR jako první operátor podporu RCS pro Apple iMessage ve své síti T-Mobile v betaverzi iOS 26 s tím, že zavedení a schválení firmou Apple je bohužel velmi nákladné.

### Koncové šifrování
Původní specifikace RCS nepodporovala end-to-end šifrování. V roce 2021 firma Google spustila ve své aplikaci Zprávy Google podporu šifrování pomocí Signal Protocol, pro skupinové chaty spustil šifrování v beta režimu v roce 2022 a pro všechny uživatele v roce 2023. V roce 2023 Google oznámil přechod šifrování za podpory Messaging Layer Security (MLS).

## Služby RCS
Hlavní služby RCS jsou:
Rozšířený telefonní seznam(anglicky Enhanced Phonebook): osobní telefonní seznam s informacemi o přítomnosti účastníků a službách, které jsou pro komunikace s nimi dostupné
Rozšířené zasílání zpráv(anglicky Enhanced Messaging): se širokou škálou možností zasílání zpráv včetně chatu a historie zpráv
Obohacené volání(anglicky Enriched Call): umožňuje sdílení multimediálního obsahu v průběhu hlasového hovoru. Firmy Nokia a Ericsson dlouhou dobu prosazovaly možnost „podívej se, co vidím“, ale doposud se nedařilo, aby byly přijaty provozovateli; ani způsob, jakým bylo propagováno, nezajistil větší využívání ze strany spotřebitelů. Sdružování této funkce s dvěma dalšími by mohlo pomoci zvýšit zájem.
RCS je vylepšení služeb spojené s přechodem z technologie přepojování okruhů pro hlasové služby a posílání zpráv na protokoly založené na IP protokolu pracujícího s přepojováním paketů. RCS a VoLTE (Voice over LTE) využívá schopností IMS (IP Multimedia Subsystem). Hlavními cíli iniciativy RCS je stále širší nasazení IMS, interoperabilita mezi klienty různých dodavatelů RCS a RCS službami a propojení mezi jednotlivými operátory.

## RCS specifikace
RCS využívá nejrůznější existující standardy, takže poskytuje služby definované 3GPP a Open Mobile Alliance (OMA) a kombinuje je s rozšířeným telefonním seznamem. Díky tomu je možné zobrazovat dostupné služby a informace o stavu přítomnosti různých příjemců v telefonním seznamu.
RCS využívá možnosti definované 3GPP pro jádra sítě IMS jako základní platformu pro autentizaci, autorizaci, registraci, účtování a směrování.
Postupně bylo vydáno pět verzí RCS specifikací. Každé vydání rozšiřuje předchozí:
- Release 1: obsahuje první definice pro obohacení hlasových hovorů a chatu o sdílení obsahu, ovládané ze seznamu kontaktů podle RCS.
- Release 2: přidal funkce pro širokopásmový přístup k RCS; vylepšuje posílání zpráv a umožňuje sdílení souborů.
- Release 3: zaměření na širokopásmová zařízení jako primární zařízení.
- Release 4: zahrnuje podporu pro LTE.
- Release 5: poslední verze zaměřená na globální interoperabilitu.

Součástí konceptu RCS jsou následující standardizované služby:
- Standalone Messaging
- Chat pro 2 účastníky
- Chat pro více účastníků (anglicky Chat room, Group Chat)
- Přenos souborů
- Sdílení obsahu
- Informace o stavu účastníka
- IP Voice call
- Videohovory na principu Best Effort
- Výměna informací o geografické poloze
- Černá listina účastníků pro zamezení obtěžování
- Výměna informací o komunikačních možnostech jednotlivých pomocí protokolu Presence nebo příkazu OPTIONS protokolu SIP

## Historie
Průmyslová iniciativa Rich Communication Suite (RCS) byla založena v roce 2007 skupinou předních telekomunikačních firem. V únoru 2008 se nositelem projektu RCS oficiálně stala GSMA, která vytvořila Řídicí výbor RCS. Náplní jeho práce je zahrnout definice, testy a integraci různých služeb do sady aplikací RCS. O tři roky později projekt RCS vydal novou specifikaci RCS-e (e znamená enhanced, vylepšená) včetně nových verzí původních specifikací RCS, a změnil jméno programu na Rich Communication Services.
Sada RCS poskytující mobilním operátorů (anglicky Mobile Network Operators, MNO) prostředky pro nasazení hlasových služeb a služeb pro posílání zpráv v all-IP a LTE světě dosáhla v Americe, Asii a Evropě významného nasazení. Mezi operátory, kteří RCS standard podporují patří
AT&T, Bell Mobility, Bharti Airtel, Deutsche Telekom, KPN, KT Corporation, LG Uplus (LGU+), Orange, Orascom Telecom, Rogers Communications, SFR, SK Telecom, Telecom Italia, Telefónica, TeliaSonera, Telus, Verizon a Vodafone.
Tři hlavní španělští operátoři, Orange, Telefónica a Vodafone, byli v červnu 2012 formálně akreditováni jako RCS-e síť, což potvrzuje RCS interoperabilitu mezi operátory. Vodafone Španělsko zahájila beta verzi RCS-e pod značkou joyn na začátku roku 2012, následovala firma Movistar (Telefónica), v červnu téhož roku. Německý Vodafone zahájil poskytování RCS služeb pod značkou joyn v srpnu a Deutsche Telekom oznámila, že začne podporovat „joyn“ – značkové RCS služeb v Německu od prosince toho roku. K zavedení se zavázali i operátoři ve Francii, Itálii a Koreji.

### GSMA RCS akreditace
GSMA zahájilo akreditační proces RCS Interop and Testing (IOT) s cílem zlepšit kvalitu testování, zvýšit transparentnost, dosáhnout vyššího nasazení, snížit složitost a zrychlit čas uvedení na trh (time-to-market, TTM) služeb joyn. Firmy musí podstoupit proces IOT, aby mohly GSMA požádat o licenci k užívání ochranné známky služby joyn. „Akreditováno pro RCS“ znamená, že zařízení, klient nebo síť prošly sérií (150 až 300) testů ve stanovených podmínkách, získané výsledky byly analyzovány týmem GSMA RCS IOT a všechny zjištěné IOT problémy byly odstraněny.